# エコーズ (映画)
『エコーズ』（原題：Stir of Echoes）は、1999年制作のアメリカ合衆国のサスペンス・ホラー映画。リチャード・マシスンの小説『渦まく谺』（原題同じ）の映画化作品。
第7回ジェラルメ国際ファンタスティカ映画祭（2000年）グランプリ受賞。

## あらすじ
配線工のトムは、妻のマギーと一人息子のジェイクの3人でシカゴで平凡だが幸せな暮らしを送っていた。
ある日、近所の住人たちが集まって開かれたパーティーに家族で出席したトムは、パーティーの余興として、義姉のリサに催眠術をかけられる。そして催眠が解かれる直前、リサのほんの出来心から「精神の扉を開け」と暗示をかけられる。
その夜、トムは少女の幽霊を見る。その少女は、半年前から行方不明になっているサマンサのものだった。彼女の幽霊は何か言いたげに、悲しげな瞳でトムをじっと見つめていた。それ以来、トムは彼女の映像に昼夜を問わず、突然を襲われるようになる。実はトムはあの日の催眠術をきっかけに、奇妙な予知夢や霊の存在を知覚するようになってしまっていたのだ。
やがてトムは、サマンサが何者かによって殺されていたことを悟り、失踪の謎を解き明かすことにする。しかしトムは周囲からは理解されず、マギーも息子を連れて出て行き、孤立してしまう。それでもトムは少しずつ謎を解き明かしていくが、その謎が明らかになった時、トム自身の身にも危険が迫ってくる。

## キャスト
- トム・ウィツキー：ケヴィン・ベーコン（吹替：咲野俊介）
- マギー・ウィツキー：キャスリン・アーブ（吹替：日野由利加）
- リサ：イリーナ・ダグラス（吹替：真山亜子）
- ジェイク・ウィツキー：ザカリー・デヴィッド・コープ（吹替：中山さら）
- フランク：ケヴィン・ダン（吹替：辻親八）
- シェイラ：ルシア・ストラス
- ハリー：コナー・オファレル
- サマンサ：ジェニファー・モリソン
- デビー：ライザ・ウェイル